# Egg, Elveția
Egg este un oraș în Elveția. A fost menționat pentru prima dată în anul 775 cu numele Echa.

## Populație
| An   | Populație     |
| ---- | ------------- |
| 1467 | 38 de familii |
| 1634 | 899           |
| 1699 | 1,245         |
| 1850 | 2,523         |
| 1900 | 2,309         |
| 1950 | 2,439         |

## Personalități
- Peter Wuffli (n. 1957), manager
- Brigitte Oertli (n. 1962), schior
- Patrik Nydegger (n. 1975), cântăreț
- Uriella (n. 1929), manager
- Werner J. Egli (n. 1943), scriitor

## Legături externe
- de  Site web oficial